# Потулиці (Злотовський повіт)
Потулиці (пол. Potulice) — село в Польщі, у гміні Ліпка Злотовського повіту Великопольського воєводства.
Населення — 102 особи (2011).
У 1975-1998 роках село належало до Пільського воєводства.

## Демографія
Демографічна структура станом на 31 березня 2011 року:
|          | Загалом | Допрацездатний вік | Працездатний вік | Постпрацездатний вік |
| -------- | ------- | ------------------ | ---------------- | -------------------- |
| Чоловіки | 51      | 10                 | 38               | 3                    |
| Жінки    | 51      | 15                 | 29               | 7                    |
| Разом    | 102     | 25                 | 67               | 10                   |